# Namibiobolbus helgae
Namibiobolbus helgae är en skalbaggsart som beskrevs av Gussmann och Clarke H. Scholtz 2000. Namibiobolbus helgae ingår i släktet Namibiobolbus och familjen Bolboceratidae. Inga underarter finns listade i Catalogue of Life.